# لوتن
لوتون (بالإنجليزية: Luton) هي بلدة كبيرة في مقاطعة بيدفوردشير، إنجلترا، بالمملكة المتحدة، تقع على بعد 30 ميلاً (51 كم) إلى الشمال من لندن. المنطقة الحضرية لوتون/دنستبل (Luton/Dunstable) يتجاوز عدد سكانها 240,000 نسمة.
في عام 1938 افتتح مطار لندن لوتون، والذي يعتبر أحد أهم مطارات إنجلترا، حيث يمر عبره سنوياً حوالي 9 ملايين مسافر، كما أنه أحد رابع أكبر مطار يخدم منطقة لندن (بعد مطارات هيثرو وجاتويك وستانستد).
لوتون هي مقر نادي كرة القدم لوتون تاون ذو التاريخ الطويل. جامعة بيدفوردشير تقع أيضاً في مدينة لوتون.
كما تشتهر لوتون بكرنفالها في شهر مايو والذي يعتبر من أكبر المهرجانات في البلاد.
لطالما اشتهرت بلدة لوتون بصناعة القبعات، وقد كان في البلدة سابقاً مصنع ضخم لشركة فوكسهول موتورز لصناعة السيارات، وما يزال المقر الرئيسي للشركة موجوداً في البلدة.
في البرلمان يتم تمثيل لوتون بعضوين، حيث تتبع البلدة لدائرتين انتخابيتين هما دائرتا لوتون الشمالية ولوتون الجنوبية، في حين تقع لوتون ضمن دائرة شرق إنجلترا في البرلمان الأوروبي.

## السكان
شهدت لوتون العديد من أمواج الهجرة إليها. ففي أوائل القرن العشرين قدم إلى البلدة العديد من الإيرلنديين والاسكتلنديين. ثم وفد إلى المدينة العديد من الأفارقة الكاريبيين والآسيويين، وفي السنوات الأخيرة اختار الكثير من المهاجرين من شرق أوروبا أن يستقروا في لوتون. وقد نتج عن كل ذلك تنوع عرقي كبير في البلدة. ويمثّل الباكستانيون 9.8% من السكان، والبنغاليون 4.3% والهنود 4.2%. ووفق أرقام مكتب الإحصاءات الوطني فإن البيض مثّلوا 68% من السكان (شكّل البريطانيون البيض 61.3% والبقية بيض غير بريطانيون).
ووفق إحصاء عام 2001 فقد مثل المسيحيون حوالي 60% من السكان تلاهم المسلمون حوالي 15%. الجدول التالي يعرض نسب الديانات المختلفة في لوتون، ويقارنها بنسب أصحاب الديانات تلك على مستوى بريطانيا كلها.
| الديانة          | لوتون % | بريطانيا % |
| ---------------- | ------- | ---------- |
| المسيحية         | 59.6%   | 71.7%      |
| الإسلام          | 14.6%   | 3.0%       |
| الهندوسية        | 2.7%    | 1.1%       |
| السيخية          | 0.8%    | 0.6%       |
| اليهودية         | 0.3%    | 0.5%       |
| البوذية          | 0.2%    | 0.3%       |
| أخرى             | 0.3%    | 0.3%       |
| بدون دين         | 14.1%   | 14.8%      |
| لم يوضوحوا دينهم | 7.2%    | 7.7%       |

## الاقتصاد
يتنوع اقتصاد لوتون بين الصناعات المختلفة والخدمات خصوصاً في مجال التجارة والطيران. ويوجد في بلدة لوتون مقرات رئيسية لعدد من الشركات الهامة مثل شركة الطيران إيزي جيت وبيدفورد التابعة لشركة فوكسهول موتورز، فضلاً عن مكاتب للعديد من الشركات الأخرى.

## وصلات خارجية
- موقع بلدة لوتون الرسمي